# Маргонин (гмина)
Маргонин (пол. Margonin) — гмина (волость) в Польше, входит как административная единица в Ходзеский повет, Великопольское воеводство. Население — 6353 человека (на 2004 год).

## Сельские округа
1. Ковалево
2. Липинец
3. Липины
4. Маргоньска-Весь
5. Млынары
6. Прухново
7. Радванки
8. Студзьце
9. Сулашево
10. Сыпнево
11. Збышевице

## Соседние гмины
1. Гмина Будзынь
2. Гмина Ходзеж
3. Гмина Голаньч
4. Гмина Шамоцин
5. Гмина Вонгровец